# Lítla Dímun

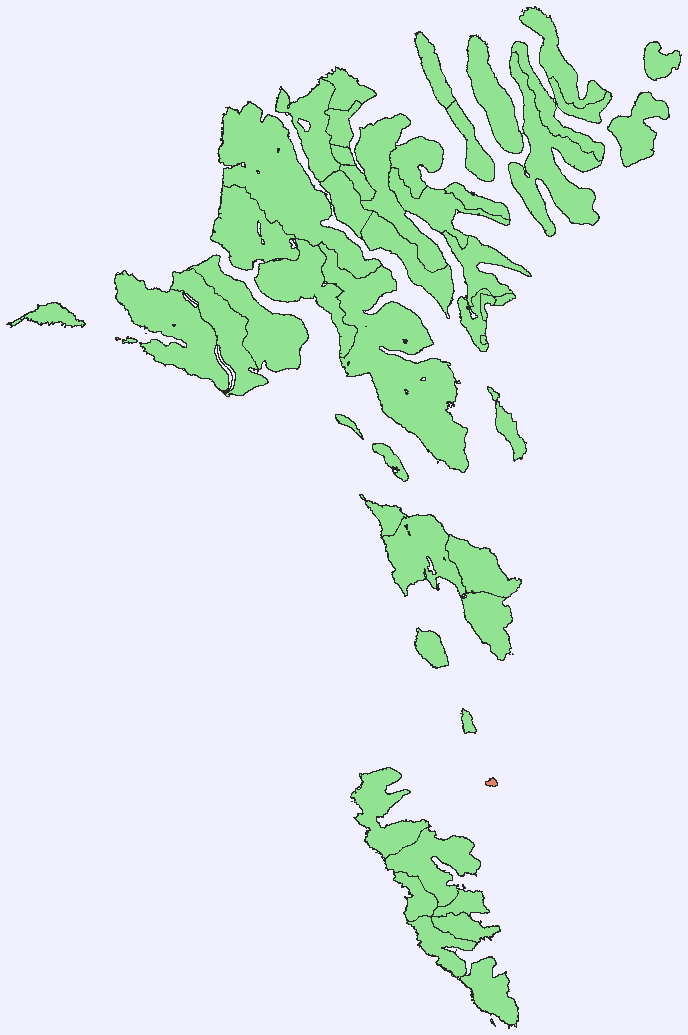
Vị trí đảo Lítla Dímun trên bản đồ Quần đảo Faroe.

Lítla Dímun là 1 đảo nhỏ nhất trong số 18 đảo của Quần đảo Faroe, nằm ở phía nam đảo Stóra Dímun và đông bắc đảo Suðuroy. Diện tích đảo là 0,82 km², chưa tới 1 km² (nhìn bản đồ bên cạnh, đảo chỉ là 1 chấm nhỏ màu đỏ). Lítla Dímun cũng là đảo duy nhất của Quần đảo không có cư dân. Hiện nay trên đảo chỉ có chim biển sinh sống và vào mùa hè có khoảng 300 con cừu của các người ở Hvalba (đảo Suðuroy) đem tới thả trên đồng cỏ mà thôi (mùa đông lại đem về). Họ có dựng 3 nhà nhỏ sơ sài ở đây để cư ngụ tạm khi tới trông nom cừu. 1/3 diện tích đảo ở miền nam là vách đá thẳng đứng, tiếp đến là núi Slættirnir (414 m).
Theo các nhà nghiên cứu ngôn ngữ thì tên đảo xuất xứ từ tiếng Celtic, trong đó tiền tố Dí nghĩa là 2, hậu tố mun do chữ Celtic muinn nghĩa là gáy hoặc lưng. Dímun nghĩa là 2 gáy hoặc 2 lưng. Còn Lítla, tiếng Faroe nghĩa là nhỏ, đối với Stóra nghĩa là lớn (tên đảo Stóra Dímun láng giềng).

## Hình

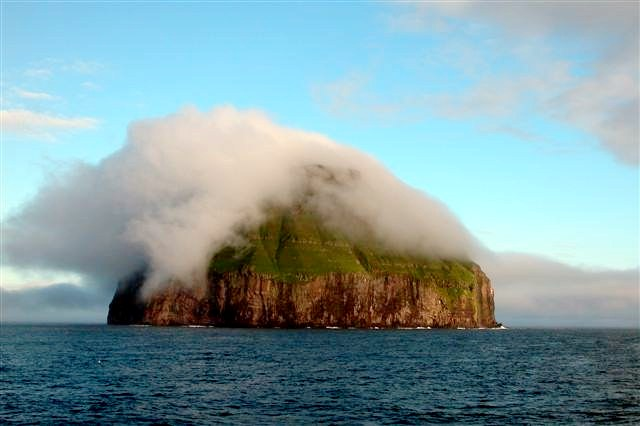
Lítla Dímun
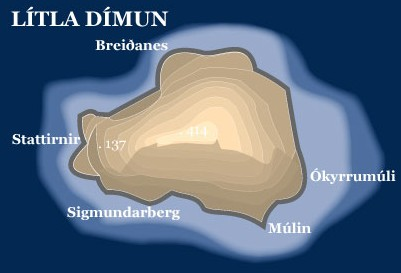
Bản đồ Lítla Dímun
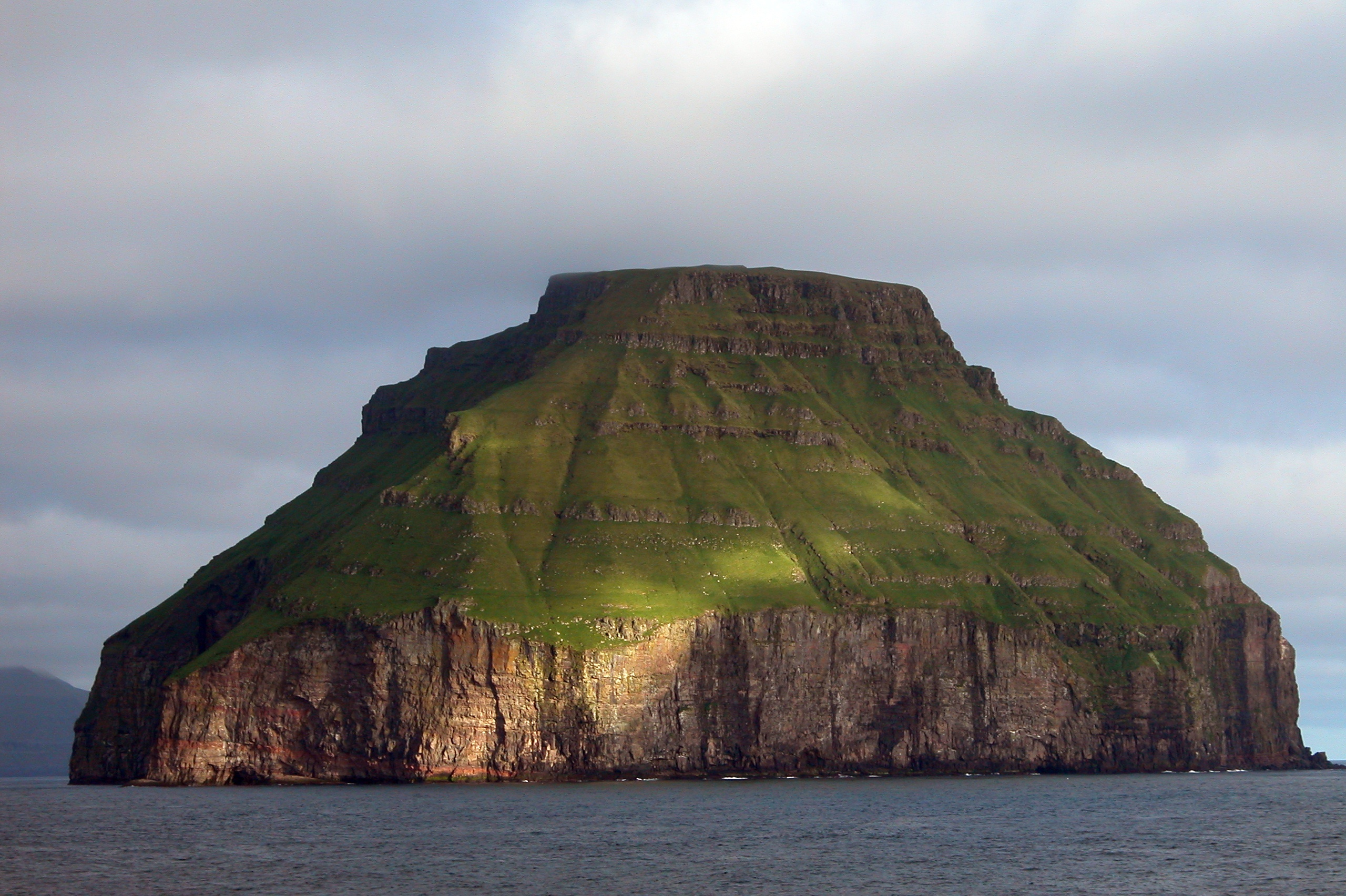
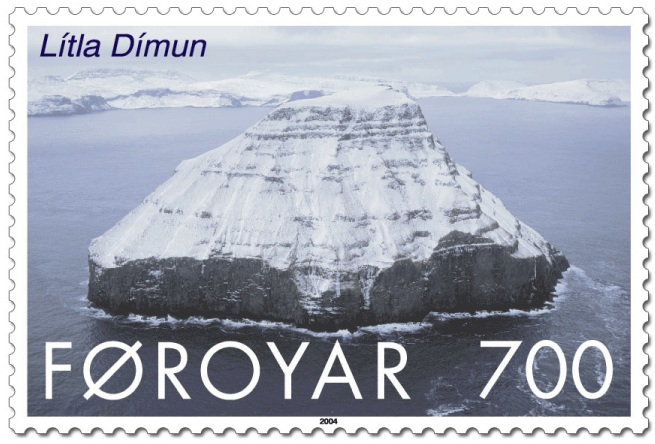
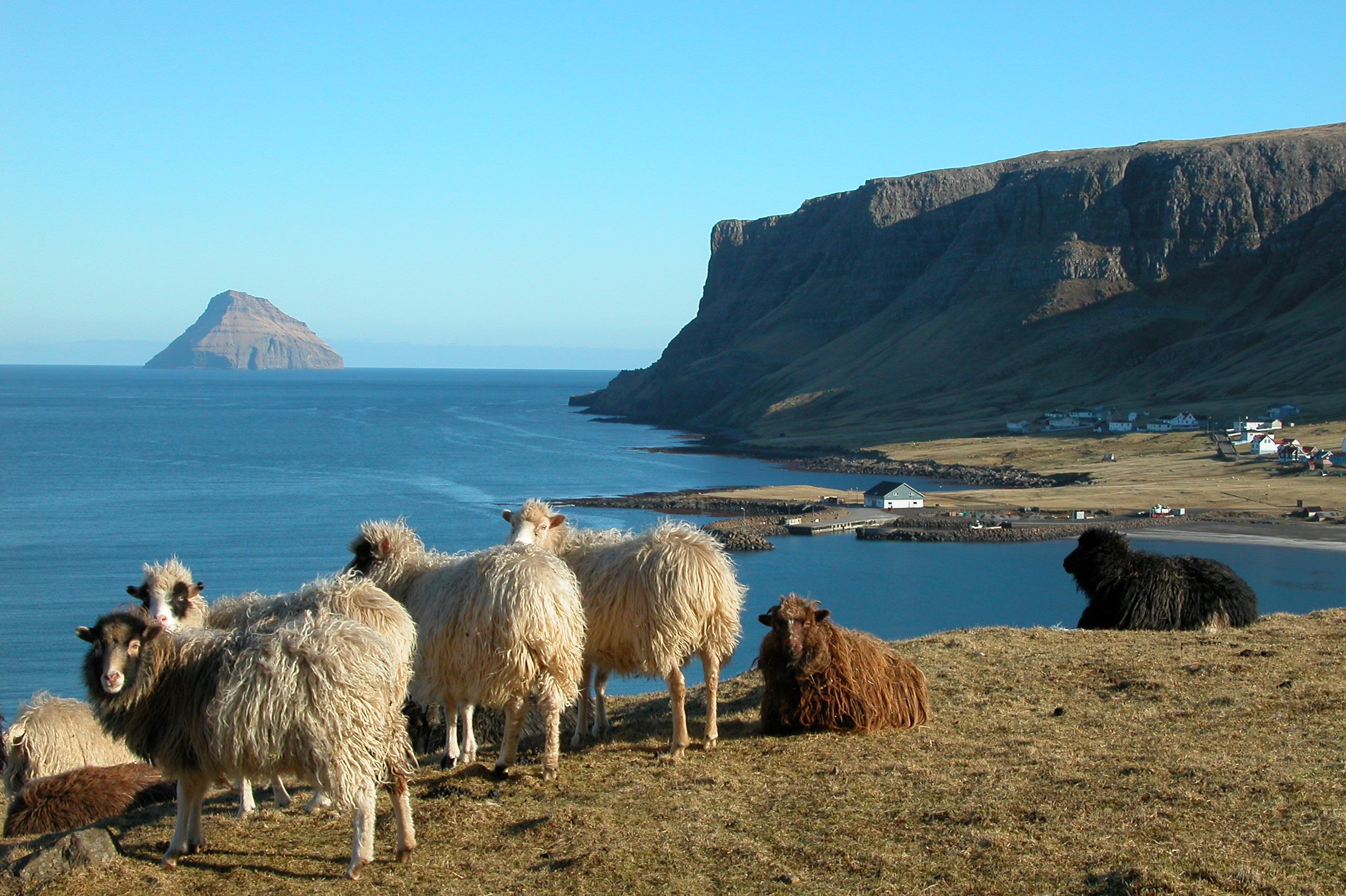